# Chiesa di Sant'Antonio (Abbasanta)
La chiesa di Sant'Antonio è un edificio religioso ubicato ad Abbasanta, centro abitato della Sardegna centrale.

Consacrata al culto cattolico fa parte della parrocchia di Santa Caterina d'Alessandria, arcidiocesi di Oristano.

La costruzione della chiesa è anteriore al 1789, anno in cui risulta essere stata interdetta sino alla sua ristrutturazione a causa dello "stato indecente" in cui versava.